# Fara v Řevnicích
Fara v Řevnicích na náměstí Jiřího z Poděbrad čp.20 je secesní stavbou s novobarokními prvky, postavenou v letech 1904-05 podle plánů významného architekta Eduarda Sochora, který žil a působil v Řevnicích řadu let. Je chráněna jako kulturní památka České republiky.

## Historie
Původní fara stála na pozemku sousedícím z východní strany s nynější farskou zahradou. V 17. století již byla ve špatném stavu a faráři nadále bydleli na zámku v Dobřichovicích. Řevnická farnost v té době zahrnovala kromě Řevnic a Dobřichovic též Lety, Karlík, Vonoklasy, Hlásnou Třebaň a Zadní Třebaň. Po vybudování nové fary byla farnost také rozdělena – součástí řevnické farnosti zůstala pouze Zadní Třebaň. Řád křižovníků s červenou hvězdou, který farnost spravoval, nechal postavit faru na vlastní útraty. Byla slavnostně otevřena 30. července 1905. Svému účelu sloužila do r. 1966, kdy byla církvi zabavena Místním národním výborem, který si zde udělal své sídlo. V rámci restitucí získala římskokatolická církev v roce 1991 budovu zpět.

## Popis
Fara se nachází na jižní straně náměstí Jiřího z Poděbrad při vyústění Pražské ulice, poblíž kostela sv. Mořice. Je to jednopatrová budova lichoběžníkového půdorysu s mansardovou střechou. Stojí v přední části menšího dvora, na nějž navazuje zahrada. Na straně do náměstí uzavírá areál krátká ohradní zeď s branou a menší brankou. Průčelí secesní stavby zdobí novobarokní ornamentální prvky. Nad vchodem je socha Krista dobrého pastýře a znak řádu křižovníků s červenou hvězdou.